# Yingkiong
Yingkiong est une ville indienne située dans le district du haut Siang dans l’État de l'Arunachal Pradesh. En 2011, sa population était de 6 134 habitants.

## Source de la traduction
- (en) Cet article est partiellement ou en totalité issu de l’article de Wikipédia en anglais intitulé « Yingkiong » (voir la liste des auteurs).